# Provincia de Pisa
Pisa (en italiano: provincia di Pisa) es una provincia de la región de la Toscana, en Italia. Su capital y ciudad más poblada es Pisa.
Tiene un área de 1887 km², y una población total de 274.469 hab. (2001). Limita al norte con la provincia de Lucca; al este con la ciudad metropolitana de Florencia y la provincia de Siena; al sur con la provincia de Grosseto; y al oeste con la provincia de Livorno y con el mar de Liguria.

## Principales medios de transporte
Autopistas
- Firenze - mare: es la autopista principal de la Toscana, conectando la ciudad de Florencia con el litoral tirreno.
- Génova - Roma: Es la autopista que conecta la capital italiana con la ciudad de Génova, en su paso por la provincia de Pisa se encuentra las salidas: Pisa norte, Pisa centro y Livorno.

Rutas Nacionales
- Via Aurelia : Es una de las rutas principales de Italia, derivada de la antigua ruta romana Vía Aurelia, en la Provincia de Lucca atraviesa la Versilia y las ciudades de Viareggio, Camaiore, Pietrasanta y Querceta.
- Del Abetone y del Brennero : Es la ruta que une la ciudad de Pisa con Austria, atravesando el valle medio del Río Serchio por las ciudades de Bagni di Lucca
- Tosco-Romagnola : Es una ruta Italiana que une la ciudad de Pisa con Ravena en la región Emilia Romaña.

Ferrocarril
Circulan por el territorio provincial las siguientes líneas férreas: 
- Ferrovia Genova-Pisa
- Ferrovia Pisa-Roma
- Ferrovia Pisa-Lucca-Aulla
- Ferrovia Pisa-Lucca
- Pisa-Firenze
- Pisa-Collesalvetti-Vada

Aeropuerto
El Aeropuerto Internacional Galileo Galilei, es el único aeropuerto de la provincia de Pisa, luego del cierre del aeropuerto de Pontedera en el año 2000

## Municipios
La provincia de Pisa está integrada por las siguientes comuni (municipios):
| - Bientina - Buti - Calci - Calcinaia - Capannoli - Casale Marittimo - Casciana Terme Lari - Cascina - Castelfranco di Sotto - Castellina Marittima - Castelnuovo di Val di Cecina - Chianni | - Crespina Lorenzana - Fauglia - Guardistallo - Lajatico - Montecatini Val di Cecina - Montescudaio - Monteverdi Marittimo - Montopoli in Val d'Arno - Orciano Pisano - Palaia - Peccioli - Pisa - Pomarance | - Ponsacco - Pontedera - Riparbella - San Giuliano Terme - San Miniato - Santa Croce sull'Arno - Santa Luce - Santa Maria a Monte - Terricciola - Vecchiano - Vicopisano - Volterra |